# Europees kampioenschap voetbal 2020 (Groep F) Duitsland - Hongarije
Dit artikel gaat over de wedstrijd in de groepsfase in groep F tussen Duitsland en Hongarije die gespeeld werd op woensdag 23 juni 2021 in de Allianz Arena te München tijdens het Europees kampioenschap voetbal 2020. Het duel was de 36ste wedstrijd van het toernooi en de laatste van de groepsfase.

## Voorafgaand aan de wedstrijd
- Duitsland stond bij aanvang van het toernooi op de twaalfde plaats van de FIFA-wereldranglijst.[1] Zeven Europese landen en EK-deelnemers stonden boven Duitsland op die lijst. Hongarije was op de 37ste plaats terug te vinden.[2] Hongarije kende negentien Europese landen en achttien EK-deelnemers met een hogere positie op die ranglijst.
- Duitsland en Hongarije troffen elkaar voorafgaand aan deze wedstrijd al 34 keer. Duitsland won dertien van die wedstrijden, Hongarije zegevierde elf keer en tienmaal eindigde het duel onbeslist. Op het WK 1954 ontmoetten deze teams elkaar tweemaal. In de groepsfase won Hongarije met 8–3, in de finale boekte West-Duitsland een 2–3 zege.
- Voor Duitsland was dit haar dertiende deelname aan een EK-eindronde en wel op een rij. Op het EK 1972, het EK 1980 en het EK 1996 kroonde Duitsland zich tot Europees kampioen. Hongarije nam voor een vierde maal deel aan een EK-eindronde en voor de tweede op een rij. De derde plaats op het EK 1964 was Hongarije's beste prestatie.
- Eerder in de groepsfase verloor Duitsland met 1–0 van Frankrijk en won het met 2–4 van Portugal. Hongarije verloor met 0–3 van Portugal en speelde met 1–1 gelijk tegen Frankrijk. Duitsland had een gelijkspel nodig om zich te verzekeren van een plaats in de achtste finales, Hongarije moest winnen om zich te kwalificeren voor de volgende ronde.

## Wedstrijdgegevens[3]
| Datum                  | 23 juni 2021                                                                                     | 23 juni 2021                                                                                     |
| Aftrap                 | 21:00 uur                                                                                        | 21:00 uur                                                                                        |
| Wedstrijdnummer        | 36                                                                                               | 36                                                                                               |
| Stadion                | Allianz Arena, München                                                                           | Allianz Arena, München                                                                           |
| Toeschouwers           | 12.413                                                                                           | 12.413                                                                                           |
| Scheidsrechter         | Sergej Karasjov                                                                                  | Sergej Karasjov                                                                                  |
| Assistenten            | Igor Demesjko Maksim Gavrilin                                                                    | Igor Demesjko Maksim Gavrilin                                                                    |
| Vierde official        | Danny Makkelie                                                                                   | Danny Makkelie                                                                                   |
| Videoscheidsrechters   | Massimiliano Irrati Marco Di Bello (assistent) Filippo Meli (assistent) Paolo Valeri (assistent) | Massimiliano Irrati Marco Di Bello (assistent) Filippo Meli (assistent) Paolo Valeri (assistent) |
| Man van de wedstrijd   | Joshua Kimmich                                                                                   | Joshua Kimmich                                                                                   |
|                        | Duitsland                                                                                        | Hongarije                                                                                        |
| Doelpunten             | 2                                                                                                | 2                                                                                                |
| Gele kaarten           | 2                                                                                                | 3                                                                                                |
| Rode kaarten           | 0                                                                                                | 0                                                                                                |
| Wissels                | 5                                                                                                | 4                                                                                                |
| Schoten op doel        | 6                                                                                                | 4                                                                                                |
| Schoten naast doel     | 6                                                                                                | 3                                                                                                |
| Overtredingen          | 8                                                                                                | 10                                                                                               |
| Hoekschoppen           | 6                                                                                                | 1                                                                                                |
| Buitenspel             | 2                                                                                                | 0                                                                                                |
| Passnauwkeurigheid (%) | 89                                                                                               | 73                                                                                               |
| Balbezit (%)           | 70                                                                                               | 30                                                                                               |

| Duitsland | 2 – 2          | Hongarije |
| (Mats Hummels) Kai Havertz 66' Leon Goretzka 84' | goals (assist) | 11' Ádám Szalai (Roland Sallai) 68' András Schäfer (Ádám Szalai)                                                                                                  |
| Joachim Löw | bondscoach     | Marco Rossi |
| Manuel Neuer Matthias Ginter 82' Mats Hummels Antonio Rüdiger Joshua Kimmich İlkay Gündoğan 58' Toni Kroos Robin Gosens 82' Kai Havertz 67' Leroy Sané Serge Gnabry 68' | opstellingen   | Péter Gulácsi Loïc Nego Endre Botka Willi Orban Attila Szalai 88' Attila Fiola 88' László Kleinheisler Ádám Nagy András Schäfer 82' Ádám Szalai 75' Roland Sallai |
| Leon Goretzka 58' Timo Werner 67' Thomas Müller 68' Jamal Musiala 82' Kevin Volland 82'                                                                                 | wissels        | 75' Szabolcs Schön 82' Kevin Varga 88' Nemanja Nikolić 88' Gergő Lovrencsics                                                                                      |
| İlkay Gündoğan 29' Leroy Sané 61' | gele kaarten   | 28' Endre Botka 64' Ádám Szalai 66' Attila Fiola |
| | rode kaarten   | |

## Regenboogkleuren
Om te protesteren tegen een door Viktor Orbán in Hongarije ingevoerde wet om promotie voor homoseksualiteit en transseksualiteit te verbieden, was de gemeenteraad van München van plan om de Allianz Arena te verlichten in de kleuren van de regenboog. De UEFA verbood dit echter. Wel was er in het stadion veel regenboogvlaggen te zien en droeg Manuel Neuer een aanvoerdersband in regenboogkleuren. Ook buiten het stadion in München en in andere Duitse voetbalstadions werden regenboogkleuren getoond.